# Charles Dumas
Charles Everett Dumas (* 12. Februar 1937 in Tulsa; † 5. Januar 2004 in Inglewood) war ein US-amerikanischer Hochspringer.
Bei der Qualifikation für die Olympischen Spiele 1956 in Melbourne sprang er am 29. Juni 1956 als erster Mensch über 7 Fuß (= 2,1336 m). Mit dieser Höhe reiste er als Favorit nach Australien und konnte dort auch mit neuem olympischen Rekord (2,12 m) den Olympiasieg im Hochsprung erringen.
Vier Jahre später bei den Spielen in Rom belegte er, durch eine Knieverletzung behindert, den 6. Platz.
Dumas starb 66-jährig an einem Krebsleiden.